# Fons de Reserva de la Seguretat Social
El Fons de Reserva de la Seguretat Social (de vegades cridat guardiola de les pensions) és un fons sobirà d'inversió creat pel Govern d'Espanya l'any 2000 a fi de garantir el sistema públic de Seguretat Social.
Partint del Pacte de Toledo, i després de diferents acords en fòrums i àmbits de diàleg entre forces polítiques i socials, el Govern espanyol va establir un fons especial d'estabilització i reserva destinat a atendre les futures necessitats en matèria de prestacions contributives originades per desviacions entre ingressos i despeses de la Seguretat Social espanyola.

## Estructura
En la Tresoreria General de la Seguretat Social es va constituir un Fons de Reserva de la Seguretat Social amb la finalitat d'atendre a les necessitats futures del sistema de la Seguretat Social en matèria de prestacions contributives. Els excedents d'ingressos que financen les prestacions de caràcter contributiu i altres despeses necessàries per a la seva gestió, que, si escau, resultin de la consignació pressupostària de cada exercici o de la liquidació pressupostària del mateix, es destinaran prioritària i majoritàriament, sempre que les possibilitats econòmiques i la situació financera del sistema de Seguretat Social ho permetin, al Fons de Reserva de la Seguretat Social.
L'excés d'excedents derivat de la gestió per part de les mútues d'accidents de treball i malalties professionals de la Seguretat Social de la prestació d'incapacitat temporal per contingències comunes, determinat de conformitat amb les normes reguladores del mateix, es destinarà a dotar el Fons de Reserva de la Seguretat Social.

## Evolució del fons
| Any                    | Total Fons | Capital retirat |
| ---------------------- | ---------- | --------------- |
| 2000                   | 601        |                 |
| 2001                   | 2.433      |                 |
| 2002                   | 6.169      |                 |
| 2003                   | 12.025     |                 |
| 2004                   | 19.330     |                 |
| 2005                   | 27.185     |                 |
| 2006                   | 35.879     |                 |
| 2007                   | 45.716     |                 |
| 2008                   | 57.223     |                 |
| 2009                   | 60.022     |                 |
| 2010                   | 64.375     |                 |
| 2011                   | 66.815     |                 |
| 2012                   | 63.008     | 7.003           |
| 2013                   | 53.744     | 18.651          |
| 2014                   | 41.634     | 33.951          |
| 2015                   | 32.481     | 47.201          |
| juliol de 2016         | 25.176     | 55.901          |
| Font: Seguretat Social |            |                 |